# Élections générales espagnoles de 1844
Les élections générales espagnoles de 1844 sont les élections à Cortès célébrées en Espagne le 3 septembre 1844, durant la Décennie modérée du règne d'Isabelle II, au suffrage censitaire masculin.
La législature commence le 10 octobre 1844 et prend fin le 23 mai 1844. Le président du Congrès des députés est Francisco Castro y Orozco (es).